# Donkerstraat (Utrecht)
De Donkerstraat is een straat in het centrum van de Nederlandse stad Utrecht. De Donkerstraat loopt van de Steenweg naar de Zadelstraat. Aan de Donkerstraat bevinden zich enkele winkels. De straat is ongeveer 120 meter lang.

## Geschiedenis
De Donkerstraat is een eeuwenoude straat. Zo bevindt zich aan de Donkerstraat 15 onder andere het Huis Zoudenbalch dat rond 1467 is ontstaan (een rijksmonumentaal pand). Dit pand met zijn glas in loodramen dankt zijn naam aan Evert Zoudenbalch die dit pand daar ooit liet (ver)bouwen. Hij liet de straat tevens verbreden: oorspronkelijk was deze smal en donker, vandaar de naam. Het zijstraatje naar de Buurkerk, de 3e Buurkerksteeg, is eveneens een product van deze familie.
Ook Donkerstraat 23, een pand met klokgevel is rijksmonument. Dit pand dat rond 2000 bekend stond als 'Ruud's waskit' is in 1861 herbouwd, maar de kelder dateert uit een veel vroegere periode, namelijk de middeleeuwen. Het pand echter valt minder op daar "Huis Zoudenbalch" ernaast alle aandacht naar zich toetrekt.

## Trivia
- Aan de Donkerstraat 13 bevindt zich een Atelier voor Muziek en Ambacht waar les wordt gegeven in het met de hand vervaardigen van snaarinstrumenten.[6]

## Fotogalerij

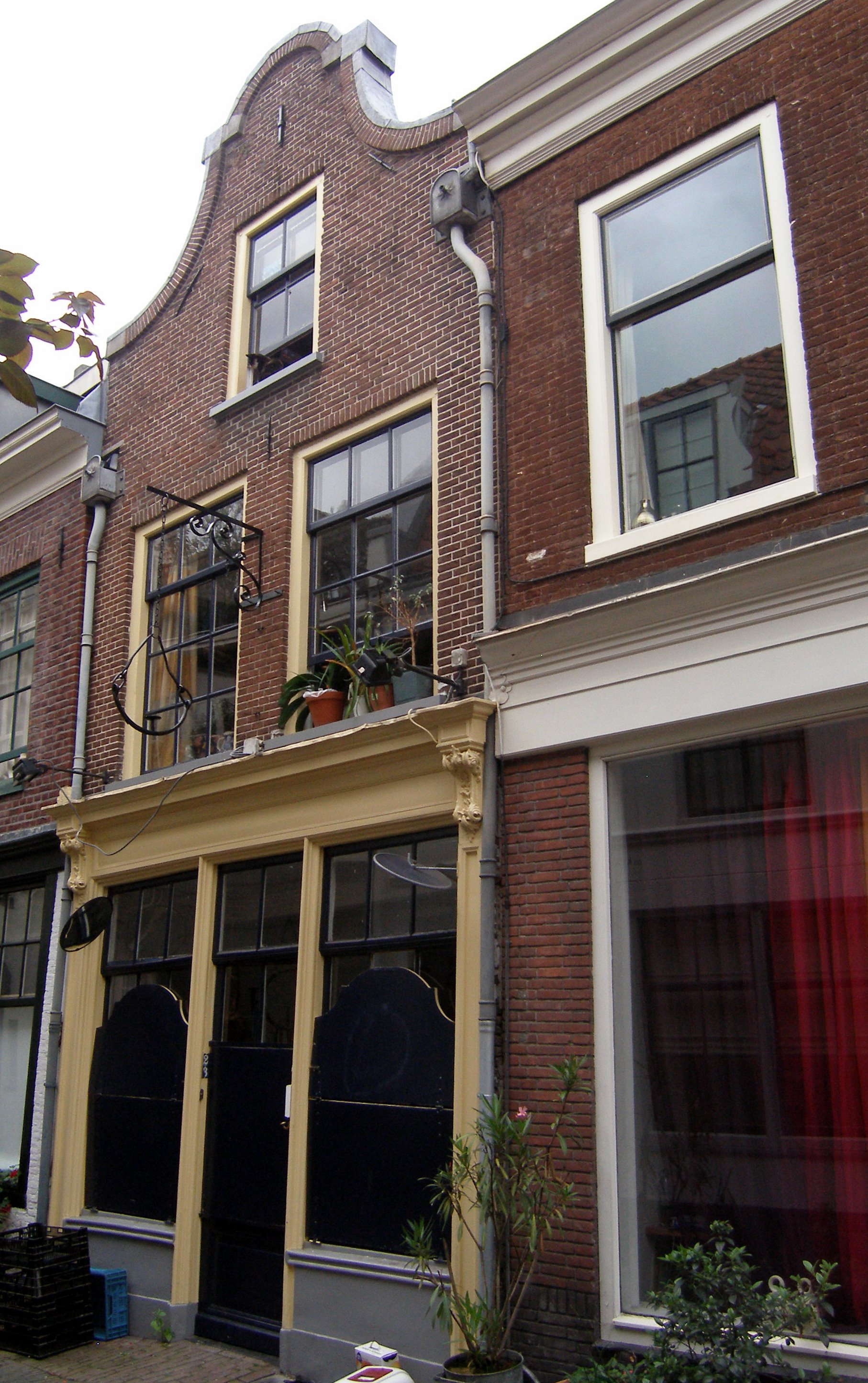
Donkerstraat 23 te Utrecht (rijksmonument)
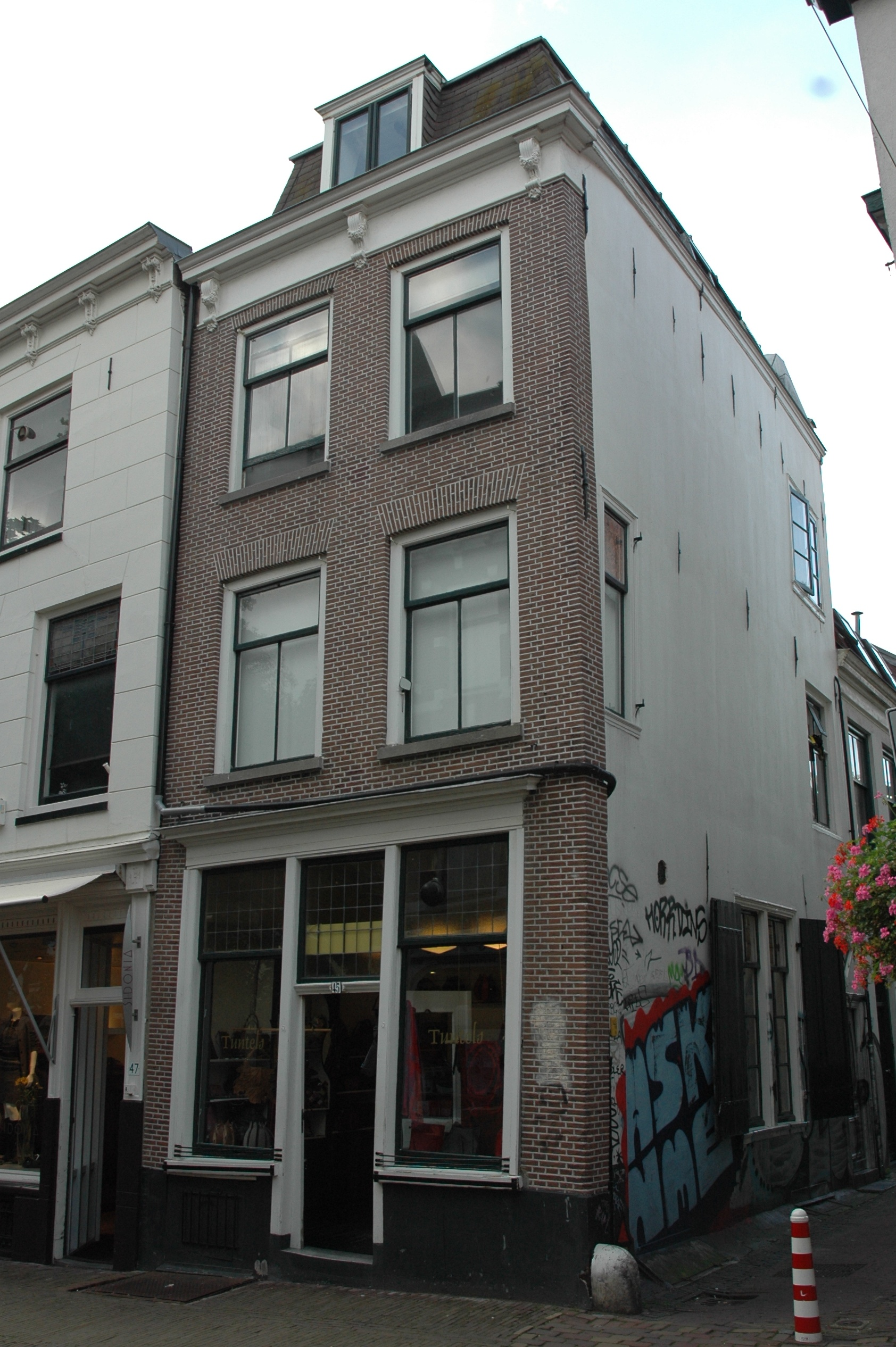
Donkerstraat hoek Zadelstraat 45 te Utrecht

3e Buurkerksteeg ·
A.B.C.-straat ·
Abraham Dolesteeg ·
Achter de Dom ·
Achter St.-Pieter ·
Agnietenstraat ·
Ambachtstraat ·
Annastraat ·
Bakkerstraat ·
Breedstraat ·
Boothstraat ·
Boterstraat ·
Brigittenstraat ·
Bijlhouwerstraat ·
Catharijnekade ·
Catharijnesingel ·
Choorstraat ·
Croeselaan ·
Domplein ·
Domstraat ·
Donkere Gaard ·
Donkerstraat ·
Dorstige Hartsteeg ·
Drakenburgstraat ·
Drieharingstraat ·
Drift ·
Eligenstraat ·
Ganzenmarkt ·
Geertekerkhof ·
Hamburgerstraat ·
Hamsteeg ·
Hanengeschrei ·
Hardebollenstraat ·
Haverstraat ·
Hekelsteeg ·
Herenstraat ·
Hoogt ·
Jaarbeursplein ·
Jacobsgasthuissteeg ·
Jacobijnenstraat ·
Jansdam ·
Janskerkhof ·
Jansveld ·
Jodenrijtje ·
Keistraat ·
Keizerstraat ·
Kintgenshaven ·
Kleine Slachtstraat ·
Korte Jansstraat ·
Korte Lauwerstraat ·
Korte Minrebroederstraat ·
Korte Nieuwstraat ·
Korte Smeestraat ·
Kromme Nieuwegracht ·
Lange Elisabethstraat ·
Lange Jansstraat ·
Lange Jufferstraat ·
Lange Lauwerstraat ·
Lange Nieuwstraat ·
Lange Smeestraat ·
Lange Viestraat ·
Lauwersteeg ·
Leidseveer ·
Lichte Gaard ·
Loeff Berchmakerstraat ·
Lucasbolwerk ·
Lijnmarkt ·
Mariahoek ·
Mariaplaats ·
Massegast ·
Minrebroederstraat ·
Moreelsepark ·
Muntstraat ·
Neude ·
Nicolaas Beetsstraat ·
Nieuwegracht ·
Nobeldwarsstraat ·
Nobelstraat ·
Oudegracht ·
Oudkerkhof ·
Paardenveld ·
Pieterskerkhof ·
Pieterstraat ·
Plompetorenbrug ·
Plompetorengracht ·
Potterstraat ·
Predikherenkerkhof ·
Predikherenstraat ·
Ridderschapstraat ·
Servetstraat ·
Slachtstraat ·
St.-Jacobsstraat ·
Springweg ·
Stadhuisbrug ·
Steenweg ·
Sterrenburg ·
Strosteeg ·
Telingstraat ·
Tolsteegbarrière ·
Tolsteegbrug ·
Trans ·
Twijnstraat en Twijnstraat aan de Werf ·
Van Asch van Wijckskade ·
Vinkenburgstraat ·
Vismarkt ·
Voetiusstraat ·
Voorstraat ·
Vredenburg ·
Waterstraat ·
Wed ·
Wittevrouwenstraat ·
Wijde Begijnestraat ·
Zadelstraat ·
Zakkendragerssteeg ·
Zuilenstraat ·
Zwaansteeg